# Federația de Biatlon din Republica Moldova
Federația de Biatlon din Republica Moldova (FBRM) este forul conducător oficial de biatlon în Republica Moldova. A fost înființată la 12 mai 1993 (data înregistrării la Ministerul Justiției al Republicii Moldova: 13 martie 1998). Este afiliată la Uniunea Internațională de Biatlon (IBU) din 1993.

## Istoric
Dezvoltarea biatlonului în Republica Moldova a început în anul 1992, când Valentin Ciumac și Petru Bria, cu sprijinul primului președinte al Comitetului Național Olimpic și Sportiv din Republica Moldova (pe atunci fiind denumit Comitetul Național Olimpic din Republica Moldova) Efim Josanu, a început formarea lotului național în acest gen de sport.
Lotul național de biatlon a Republicii Moldova a fost format sub egida Federației de Pentatlon Modern și Biatlon. Alexandr Odinokov - antrenor din Federația Rusă a devenit antrenorul principal a lotului (1992-1994). În echipă au fost incluși sportivi din Societatea voluntară de asistență armatei, aviației și flotei (fostul DOSAAF). Federația de Biatlon din Republica Moldova a fost înființată la 12 mai 1993 ca organizație neguvernamentală - forul conducător oficial al biatlonului în Republica Moldova.
La Jocurile Olimpice de iarnă din 1994 de la Lillehammer (Norvegia) lotul național de biatlon a fost prezentat de doi sportivi: Elena Gorohova și Vasile Gherghi (portdrapel).
Primele rezultate semnificative biatleți moldoveni au obținut în 1997, când Larisa Timchina a obținut medalia de aur a Campionatului European de biatlon de vară și medalia de bronz a Campionatului Mondial de biatlon de vară.
La Jocurile Olimpice de iarnă din 1998 de la Nagano (Japonia) lotul național de biatlon a fost prezentat de Elena Gorohova (a dus făclia olimpică) și Ion Bucșă (portdrapel).
În 2001 biatlonista Valentina Ciurina (născută la Sankt Petersburg, Federația Rusă, cetățeană a Republicii Moldova din noiembrie 2000) a obținut medalia de argint la Cupa Europeană.
La Jocurile Olimpice de iarnă din 2002 de la Salt Lake City (SUA) lotul național de biatlon a fost prezentat de Valentina Ciurina și Mihail Gribușenkov (născut la Sankt Peterburg, Federația Rusă, cetățean al Republicii Moldova din martie 2001). La Jocurile Olimpice de iarnă din 2006 de la Torino (Italia), lotul național a fost prezentat de patru atleți: Natalia Levcencova (portdrapel), Valentina Ciurina, Elena Gorohova și Mihail Gribușenkov. Conform rezultatelor Jocurilor Olimpice, biatlonista Natalia Levcencova (născută la Smolensk, Federația Rusă, cetățeană a Republicii Moldova din iulie 2004) a ocupat locul 8 la cursa individuală pe distanța de 15 km.
În 2008 Natalia Levcencova a câștigat medalia de aur la Campionatul European de Biatlon de la Nové Město în cursa feminină individuală pe distanța de 15 km. În 2009 Natalia câștigă medalia de argint la Cupa IBU de la Idre.
La Jocurile Olimpice de iarnă din 2010 de la Vancouver (Canada) lotul național de biatlon a fost prezentat de Natalia Levcencova și Victor Pînzaru (portdrapel).
La Jocurile Olimpice de iarnă din 2014 de la Soci (Rusia) lotul național de biatlon a fost prezentat de Alexandra Camenșcic.
În 2016 Federația de Biatlon din Republica Moldova a devenit organizatoarea celui de-al XII-lea Congres al Uniunii Internaționale de Biatlon, la care au participat peste 360 de oficiali sportivi din 54 federații naționale - membre ale IBU. În cadrul promovării biatlonului în Republica Moldova, la Congres au participat și 36 de sportivi – actuali campioni olimpici, medaliștii competițiilor internaționale.
Ulterior, în componența lotului național de biatlon au intrat șapte atleți naturalizați, care participă până în prezent la competiții: Alla Ghilenko (născută în regiunea Cernihiv, Ucraina, cetățeană a Republicii Moldova din decembrie 2016), Mihail Usov (născut la Saratov, Federația Rusă, cetățean al Republicii Moldova din decembrie 2017), Pavel Magazeev (născut în regiunea Ciuvașia, Federația Rusă, cetățean al Republicii Moldova din februarie 2020), Alina Stremous (născută la Volgograd, Federația Rusă, cetățeană a Republicii Moldova din februarie 2020), Andrei Usov (născut la Saratov, Federația Rusă, cetățean al Republicii Moldova din februarie 2020), Maxim Makarov (născut în regiunea Kirov, Federația Rusă, cetățean al Republicii Moldova din decembrie 2020) și Aliona Ivanova (născută la Ijevsk, Federația Rusă, cetățeană a Republicii Moldova din decembrie 2020).
În 2022 Alina Stremous a cucerit medalia de aur la cursa de urmărire, medalia de argint la 15 km și locul 4 la sprint de 7,5 km la Campionatul European de la Arber (Germania). Astfel Alina Stremous a devenit cea mai titrată biatlonistă din Republica Moldova.
La Jocurile Olimpice de iarnă din 2022 de la Beijing (China), echipa Moldovei a fost reprezentată de patru sportivi. Cel mai bun rezultat a fost locul 10 al Alinei Stremous la sprint pe distanța de 7,5 km.
Federația de Biatlon al Republicii Moldova este membru activ al Uniunii Internaționale de Biatlon. În prezent FBRM implementează un proiect de construcție a primului complex de biatlon din Republica Moldova.

## Președinți
- Valentin Ciumac (1993–2014)
- Petru Bria (2014–2018)
- Ion Florean (2018–2021)
- Dmitri Torner (2021-prezent)